# Magyar Kupa 2018-2019
La Magyar Kupa 2018-2019 è stata la 79ª edizione della coppa nazionale ungherese, che si è disputata tra agosto 2018 e maggio 2019. L'Újpest era la squadra campione in carica. Il Fehérvár ha vinto il trofeo per la seconda volta nella sua storia.

## Formula
Ai primi 5 turni prendono parte le squadre dei livelli calcistici inferiori ungheresi. Dal sesto turno partecipano le squadre dei primi quattro livelli calcistici ungheresi. In tutti i turni gli incontri sono a gara unica, eccetto che per ottavi di finale, quarti di finale e semifinali in cui gli incontri sono con andata e ritorno.

## Sesto turno
| Squadra 1          | Risultato       | Squadra 2           |
| ------------------ | --------------- | ------------------- |
| 22 settembre 2018  |                 |                     |
| Nyírbátori         | 0 – 3           | Nyíregyháza         |
| Nagyatádi          | 1 – 2           | Pénzügyőr           |
| Nagykanizsa        | 0 – 1           | Iváncsa             |
| 1908 SZAC KSE      | 0 – 3           | Békéscsaba          |
| Fegyvernek         | 0 – 6           | Monor               |
| Hódmezővásárhely   | 1 – 3           | Vác                 |
| Kecskemeti LC      | 0 – 1           | Körmendi FC         |
| Korosladany MSK    | 2 – 8           | Budaörs             |
| PTE-PEAC           | 1 – 4           | Ajka-Padragkút      |
| Bátaszék SE        | 1 – 7           | Újpest              |
| Berkenye           | 0 – 5           | Tiszakécske         |
| Viadukt Biatorbágy | 4 – 2           | Balatonfüred        |
| Csesztreg          | 0 – 4           | Makó                |
| Dunaharaszti MTK   | 0 – 1           | Szentlőrinci        |
| Edelény            | 1 – 6           | Sárvári             |
| BKV Előre          | 1 – 2           | Debrecen            |
| Felsőtárkány       | 1 – 3           | Ménfőcsanak         |
| Fovarosi Vizmuvek  | 0 – 5           | Mezőkövesd-Zsóry    |
| Fűzfői AK          | 0 – 5           | Soroksár            |
| Gesztely           | 0 – 1           | Sajóbábony Vegyész  |
| Kiraly SZE         | 0 – 3           | Kaposvár            |
| Komárom VSE        | 1 – 3           | Puskás Akadémia     |
| Kozármisleny       | 0 – 4           | Győri ETO           |
| Lipót              | 3 – 2           | Kecskemét           |
| Lukacshaza         | 1 – 4           | Balassagyarmat VSE  |
| Maroshegy          | 0 – 2           | Taksony SE          |
| Pécs               | 1 – 2           | Kazincbarcika       |
| Putnok             | 0 – 2           | Csákvári            |
| Rákosmente KSK     | 1 – 1 (6-7 dtr) | Szabadkikötő        |
| Sárrétudvari       | 0 – 1           | Zalaegerszeg        |
| Siklós             | 0 – 5           | Paks                |
| Szeged 2011        | 0 – 1           | Siófok              |
| Szeged VSE         | 0 – 2           | Ferencváros         |
| Szekszárd          | 1 – 1 (4-3 dtr) | Dorog               |
| Tállya KSE         | 0 – 8           | MTK Budapest        |
| Teskand            | 3 – 0           | Mezofalva           |
| Tiszafüred VSE     | 0 – 2           | Dabas-Gyon          |
| Tiszasziget        | 1 – 3           | Tiszaújváros        |
| Úrkút              | 1 – 1 (3-4 dtr) | Balatonlelle        |
| Tatabánya          | 3 – 2           | Hajdúböszörményi TE |
| BVSC Budapest      | 0 – 1           | Érdi VSE            |
| 23 settembre 2018  |                 |                     |
| Bony               | 0 – 6           | Honvéd              |
| Cigánd             | 0 – 2           | Fehérvár            |
| Balkanyi           | 1 – 3 (dts)     | Andrashida LSC      |
| Kalocsai           | 1 – 0           | Ibrány SE           |
| Öttevényi          | 0 – 1           | Gyöngyösi AK        |
| Bonyhad            | 0 – 3           | Budafok             |
| Csepel             | 0 – 2           | Haladás             |
| ESMTK Budapest     | 1 – 3 (dts)     | Diósgyőr            |
| Eger               | 0 – 5           | Dunaújváros         |
| Dabas              | 1 – 0           | Salgótarján         |
| Gyongyoshalasz     | 1 – 5           | Gyirmót             |
| Hatvan             | 0 – 1           | Cegléd              |
| Hévíz              | 2 – 3           | Pápai SE            |
| Jánoshalmi         | 2 – 3 (dts)     | Füzesgyarmat        |
| Jánossomorja       | 0 – 4           | III. Kerületi       |
| Jaszbereny Vasas   | 2 – 1           | Mosonmagyaróvári    |
| Kinizsi            | 1 – 4           | Vasas               |
| Oroszlany          | 1 – 0           | Ózdi                |
| Sarisapi Banyasz   | 0 – 1           | Vecsés              |
| Szarvasi           | 4 – 4 (3-2 dtr) | DEAC                |
| Szegedi EOL        | 2 – 0           | Balmazújváros       |
| Szolnok            | 0 – 1           | Kisvárda            |
| Tordas             | 3 – 3 (5-6 dtr) | Sényő-Carnifex      |

## Settimo turno
| Squadra 1         | Risultato   | Squadra 2          |
| ----------------- | ----------- | ------------------ |
| 30 ottobre 2018   |             |                    |
| Zalaegerszeg      | 0 – 2       | Diósgyőr           |
| 31 ottobre 2018   |             |                    |
| III. Kerületi TVE | 2 – 1       | Gyirmót            |
| Szarvasi FC       | 1 – 3       | Haladás            |
| Sárvári FC        | 0 – 4       | Ferencváros        |
| Gyöngyös          | 0 – 4       | Kisvárda           |
| Vecsés            | 0 – 5       | MTK Budapest       |
| Teskánd           | 0 – 3       | Debrecen           |
| Kazincbarcika     | 2 – 4       | Vasas              |
| Érdi VSE          | 2 – 1 (dts) | Monor              |
| Lipót             | 2 – 4       | Ajka               |
| Dabas             | 0 – 1       | Tiszakécske        |
| Budaörs           | 5 – 0       | Cegléd             |
| Sényő-Carnifex    | 2 – 1       | Makó               |
| Dabas–Gyón        | 0 – 1       | Pénzügyőr          |
| Balassagyarmat    | 1 – 3       | Taksony            |
| Szekszárd         | 1 – 3       | Budafok            |
| Iváncsa           | 1 – 0       | Pápai SE           |
| Biatorbágy        | 0 – 4       | Szentlőrinci       |
| Balatonlelle      | 0 – 2       | Tiszafüred VSE     |
| Füzesgyarmat      | 2 – 0       | Szabadkikötő       |
| Oroszlany         | 2 – 6 (dts) | Sajóbábony Vegyész |
| Andrashida LSC    | 1 – 0       | Nyíregyháza        |
| Körmendi FC       | 0 – 7       | Soroksár           |
| Kalocsai          | 0 – 1       | Siófok             |
| Szegedi EOL       | 1 – 2       | Kaposvár           |
| Csákvári          | 1 – 2       | Paks               |
| Dunaújváros       | 0 – 2       | Puskás Akadémia    |
| Tatabánya         | 0 – 2       | Békéscsaba         |
| Jaszbereny Vasas  | 0 – 1       | Honvéd             |
| Vác               | 1 – 3       | Fehérvár           |
| Győri ETO         | 2 – 3 (dts) | Újpest             |

## Ottavo turno
| Squadra 1          | Risultato       | Squadra 2        |
| ------------------ | --------------- | ---------------- |
| 4 dicembre 2018    |                 |                  |
| Pénzügyőr          | 0 – 6           | Puskás Akadémia  |
| III. Kerületi      | 0 – 6           | Mezőkövesd-Zsóry |
| Sajóbábony Vegyész | 0 – 1           | Taksony SE       |
| Szentlőrinci       | 1 – 4 (dts)     | Kisvárda         |
| Vasas              | 1 – 2           | Debrecen         |
| 5 dicembre 2018    |                 |                  |
| Budaörs            | 5 – 3           | Diósgyőr         |
| Érdi VSE           | 0 – 0 (3-4 dtr) | Andrashida LSC   |
| Fuzesgyarmati SK   | 0 – 1           | Tiszakécske      |
| Iváncsa            | 2 – 4           | Haladás          |
| Sényő-Carnifex     | 0 – 4           | Ferencváros      |
| Soroksár           | 2 – 0           | Békéscsaba       |
| Tiszaújváros       | 0 – 4           | Honvéd           |
| Ajka-Padragkút     | 2 – 1           | MTK Budapest     |
| Budafok            | 1 – 2           | Fehérvár         |
| Siófok             | 2 – 2 (5-6 dtr) | Paks             |
| Kaposvár           | 1 – 0           | Újpest           |

## Ottavi di finale
| Squadra 1                           | Totale | Squadra 2      | Andata | Ritorno |
| ----------------------------------- | ------ | -------------- | ------ | ------- |
| 19 febbraio 2019 / 26 febbraio 2019 |        |                |        |         |
| Ajka-Padragkút                      | 3 – 4  | Debrecen       | 2 - 3  | 1 - 1   |
| 20 febbraio 2019 / 26 febbraio 2019 |        |                |        |         |
| Puskás Akadémia                     | 4 – 3  | Paks           | 1 - 2  | 3 - 1   |
| Mezőkövesd-Zsóry                    | 1 – 0  | Haladás        | 0 - 0  | 1 - 0   |
| Ferencváros                         | 3 – 1  | Kisvárda       | 2 - 0  | 1 - 1   |
| 20 febbraio 2019 / 27 febbraio 2019 |        |                |        |         |
| Budaörs                             | 2 – 1  | Kaposvár       | 2 - 1  | 0 - 0   |
| Tiszakécske                         | 1 – 2  | Honvéd         | 0 - 1  | 1 - 1   |
| Soroksár                            | 4 – 2  | Andrashida LSC | 3 - 2  | 1 - 0   |
| Taksony SE                          | 0 – 4  | Fehérvár       | 0 - 1  | 0 - 3   |

## Quarti di finale
| Squadra 1                     | Totale          | Squadra 2        | Andata | Ritorno |
| ----------------------------- | --------------- | ---------------- | ------ | ------- |
| 12 marzo 2019 / 2 aprile 2019 |                 |                  |        |         |
| Debrecen                      | 3 – 1           | Mezőkövesd-Zsóry | 1 - 0  | 2 - 1   |
| 13 marzo 2019 / 3 aprile 2019 |                 |                  |        |         |
| Budaörs                       | 3 – 6           | Honvéd           | 1 - 2  | 2 - 4   |
| Puskás Akadémia               | 2 – 2 (4-5 dtr) | Soroksár         | 1 - 1  | 1 - 1   |
| Ferencváros                   | 1 – 4           | Fehérvár         | 1 - 2  | 0 - 2   |

## Semifinali
| Squadra 1                       | Totale | Squadra 2 | Andata | Ritorno |
| ------------------------------- | ------ | --------- | ------ | ------- |
| 16 aprile 2019 / 23 aprile 2019 |        |           |        |         |
| Fehérvár                        | 4 – 0  | Debrecen  | 1 - 0  | 3 - 0   |
| 17 aprile 2019 / 24 aprile 2019 |        |           |        |         |
| Honvéd                          | 5 – 1  | Soroksár  | 2 - 1  | 3 - 0   |

## Finale
| Arbitro: | Zoltán Iványi |

|                     |           |                           |
| Holender 14’ (rig.) | Marcatori | 79’ Šćepović 90+1’ Hadžić |